# Sanne Wevers
Sanne Wevers (Leeuwarden; 17 de septiembre de 1991) es una gimnasta artística neerlandesa. En 2015, ganó la medalla de plata en barra de equilibrio en el Campeonato Mundial de Glasgow por detrás de la estadounidense Simone Biles, además de bronce en barras asimétricas en el Campeonato Europeo. En los Juegos Olímpicos de Río de Janeiro 2016, obtuvo el primer lugar en la viga de equilibrio, superando a las estadounidenses Laurie Hernandez y Simone Biles.

## Carrera

### 2007–2008
Wevers realizó su debut internacional en 2007 en la Copa Mundial de Gante, donde finalizó en séptimo lugar en las barras asimétricas. Además, alcanzó el octavo lugar en el Grand Prix de Glasgow. Participó en barras, barra y suelo en el Campeonato Europeo de Gimnasia Artística de 2007, pero no clasificó a ninguna final. Comenzó el ciclo olímpico de 2008 con el Campeonato Europeo. Sus 14.975 puntos en la barra contribuyeron al octavo lugar de Países Bajos en la final por equipos. Igualmente, acabó en el octavo puesto en barra de la Copa Mundial de Cottbus y ganó la medalla de plata en ese aparato en la Copa Mundial de Maribor. No obstante, en la Copa de Tianjin, finalizó en séptimo. En el Campeonato Nacional de Países Bajos, obtuvo el segundo lugar en el concurso individual, quinto en barras y segundo en barra y suelo. Dado que su país solo pudo enviar una atleta a los Juegos Olímpicos de Pekín 2008 y Suzanne Harmes fue elegida, Wevers no pudo participar en los Juegos. En la Copa de Glasgow, alcanzó el séptimo lugar en suelo y ganó la medalla de oro en barras y barra. Finalizó la temporada de 2008 con un sexto lugar en barras y cuarto en barra en la Copa DTB de Stuttgart.

### 2009–2012

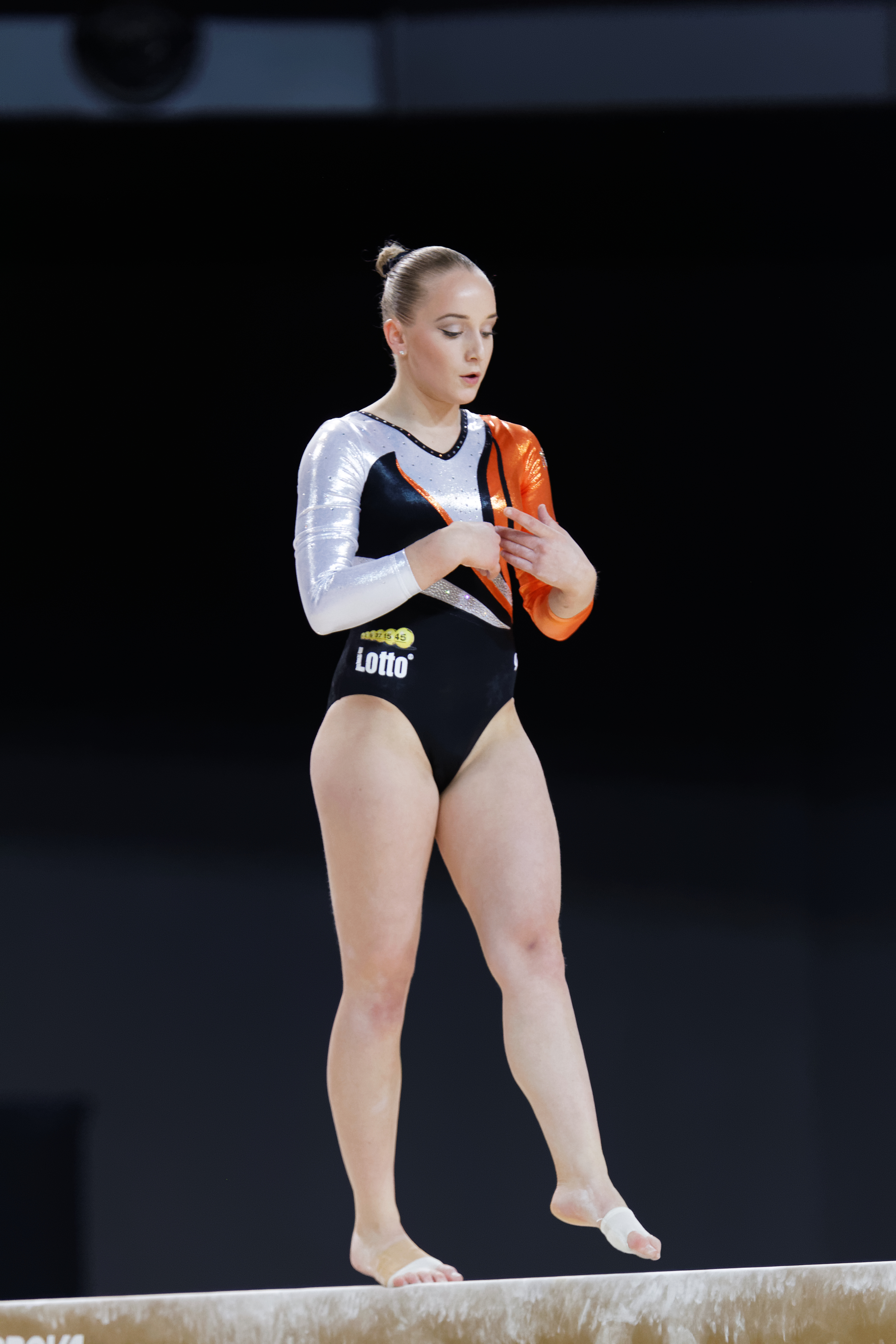
Wevers en el Campeonato Europeo de Gimnasia Artística de 2015.

En 2009, participó en la Moscow World Stars, donde finalizó en cuarto lugar de barra. No obstante, fue incapaz de competir por el resto de la temporada debido a una lesión en el codo. Al año siguiente, en el Campeonato Europeo, contribuyó con 13.025 puntos en la barra para el séptimo lugar de Países Bajos en la final por equipos. Ese mismo año fue elegida como integrante del equipo de su país en el Campeonato Mundial. En las clasificaciones, Holanda acabó en noveno lugar, por lo que no clasificó a las finales. En barra, realizó exitosamente en un doble giro con pierna en horizontal, un movimiento que recibió su nombre. Poco después, tuvo una cirugía en el hombro y, más tarde, sufrió una lesión en el pie, impidiendo su participación en los Juegos Olímpicos de Londres 2012. Regresó a las competiciones con una plata en la barra de equilibrio en la Copa Mundiald de Ostrava de ese año.

### 2013–2015
En 2013, Wevers ganó el oro en la barra en la Copa Mundial de Osijek. Nuevamente, se integró al equipo neerlandés en el Campeonato Mundial de 2013. En este evento, tuvo una caída en la barra y no avanzó a la final. En junio del año siguiente, participó en los Nacionales, donde obtuvo el oro en la barra de equilibrio y en las asimétricas, además de finalizar en el noveno lugar del concurso completo individual. Más tarde, en el Campeonato Europeo de 2014, finalizó con su equipo en la novena posición. En el Mundial de ese año, las neerlandesas finalizaron en la décima posición, clasificando a un equipo completo al Campeonato del siguiente año.
En 2015, compitió en la Copa Mundial de Ljubljana. En esa ocasión, cayó de la barra, aunque finalizó en cuarto lugar. En el Campeonato Europeo, se clasificó a las finales de barras asimétricas y barra de equilibrio. En las barras obtuvo el bronce y, en la barra, cayó en uno de sus giros y finalizó la rutina después de los 90 segundos permitidos. Finalizó en el octavo lugar. En el Campeonato Mundial, ayudó a su equipo a lograr la octava posición. Individualmente, alcanzó la medalla de plata en la barra de equilibrio.

### 2016
En julio, Wevers se integró al equipo neerlandés para los Juegos Olímpicos de Río de Janeiro 2016. El 15 de agosto, ganó la medalla de oro en la prueba de viga de equilibrio con 15.466 puntos, por encima de las estadounidenses Laurie Hernandez y Simone Biles. Esta fue la primera medalla en una prueba individual de gimnasia artística para una gimnasta de Países Bajos.

## Movimientos
| Aparato             | Nombre | Descripción                                                                                 | Dificultad | Notas                                                                                              |
| ------------------- | ------ | ------------------------------------------------------------------------------------------- | ---------- | -------------------------------------------------------------------------------------------------- |
| Barra de equilibrio | Wevers | Doble giro (720°) con «el talón de la pierna libre ad a la horizontal durante todo el giro» | E          | A menudo llamado doble giro en L. Agregado al Código de Puntos tras el Campeonato Mundial de 2010. |